# Silhouette (Kana-Boon)
Silhouette (シルエット?) è un singolo del gruppo musicale Kana-Boon, pubblicato il 26 novembre 2014 come loro quinto singolo. Il brano, inoltre, è utilizzato come sedicesima sigla d'apertura dell'anime Naruto: Shippuden. La massima posizione toccata dal singolo nella classifica Oricon è l'undicesima posizione.

## Classifiche
| Classifica (2014) | Posizione massima |
| ----------------- | ----------------- |
| Giappone (Oricon) | 11                |

## Disco
Il disco dove è contenuto Silhouette comprende tre brani:
1. Silhouette [04:01]
2. Wakarazuya [03:46]
3. Fool [03:32]